# Millhousebridge
Millhousebridge ist eine Ortschaft in der schottischen Council Area Dumfries and Galloway. Sie liegt rund sechs Kilometer nordwestlich von Lockerbie und 15 Kilometer nordöstlich von Dumfries am linken Ufer des Annan oberhalb der Einmündung des Kinnel Water. Historisch liegt Millhousebridge in Annandale, einer der drei Regionen der traditionellen Grafschaft Dumfriesshire.

## Geschichte
Nördlich von Millhousebridge erstrecken sich die weitläufigen Ländereien des Herrenhauses Jardine Hall. Vor seinem Abbruch im Jahre 1964 war es Sitz der Jardines of Applegarth, die seit dem 15. Jahrhundert das Tower House Spedlins Tower am gegenüberliegenden Annan-Ufer bewohnten.
Im Rahmen der Zensuserhebung 1961 wurden in Millhousebridge 76 Personen gezählt.

## Verkehr
Im Jahre 1827 wurde in Millhousebridge mit der Millhouse Bridge eine bedeutende Querung des Annan zwischen Lockerbie und Templand erbaut. Heute führt die Brücke nur noch eine Nebenstraße, die Millhousebridge über die B7076 an die rund einen Kilometer östlich verlaufende A74(M) anbindet.